# Magyarországi Kárpát-egyesület
A Magyarországi Kárpát Egyesület (MKE, németül Ungarischer Karpatenverein, szlovákul Uhorský karpatský spolok) Magyarország első, 1873-ban alapított turistaegyesülete.

## Története
Három korszak volt az MKE trianoni békeszerződést megelőző időszakában.
- első, „késmárki” korszak (1873–1883)
- második, „lőcsei” korszak (1884–1891)
- harmadik, „iglói” korszak (1891–1920)

A Tátra nagy iramú feltárása a Kassa–Oderbergi Vasút 1871-ben történt megnyitása és az MKE, mint első hazai turistaegyesület Tátrafüreden történt megalakulása (1873. augusztus 10.) után kezdődött. A vasút megnyitásával az ország távolabbi részén élők számára is elérhető közelségbe került a természetszeretetükről híres szepesiek által már századokkal azelőtt megismert hegység. Az MKE a Tátra, és általában a Kárpátok feltárására, megismertetésére, az abban az időben fejlődésnek indult idegenforgalom elősegítésére alakult, nem utolsósorban a Szepesség természeti kincseinek kiaknázása céljából. Az Egyesület életét és tevékenységét a székhelyének változása szerint három részre oszthatjuk.
Nagy elődeink közül ebben az egyesületben tevékenykedett többek között: Déchy Mór (1851-1917) a marosdécsei születésű geográfus, aki elsőként mászta meg a Monte Rosát az Alpokban, majd a Kaukázus kutatója lett; Eötvös Loránd (1848-1919) világhírű fizikus és hegymászó; Téry Ödön (1856-1917) orvos. Meg kell említeni, hogy a tagdíjakon és adományokon kívül a tátrai fürdőbevételek egyharmada is az MKE-t illette. Az egyesület kiadói tevékenysége is jelentős: sok tudományos értékű cikket közöltek. 1889 februárjától megjelent a „Turisták lapja”, az első magyar természetjáró folyóirat.

### A „késmárki” korszak (1873–1883)

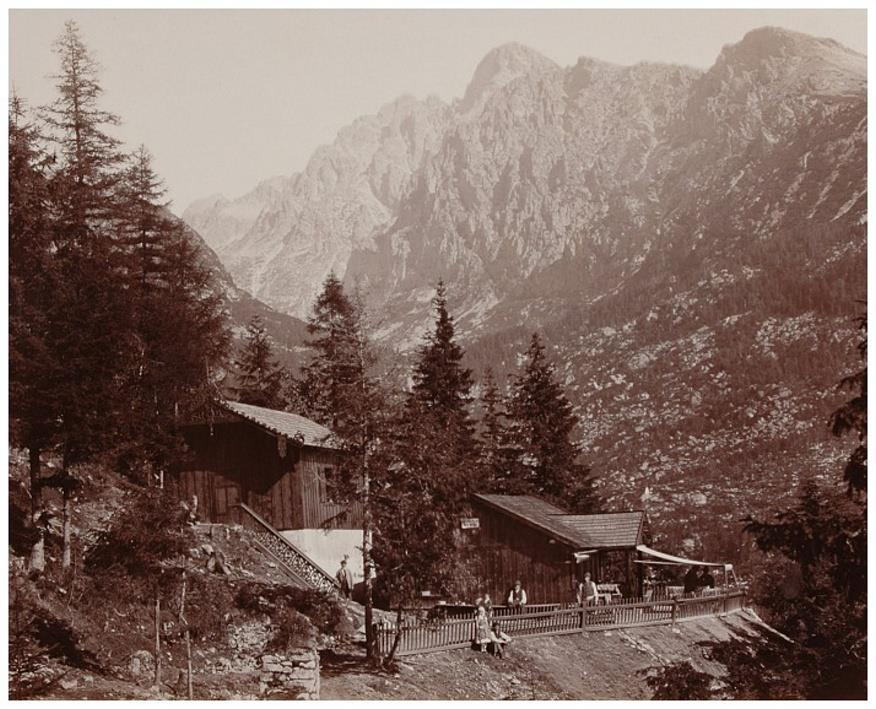
Rózsa-menedékház

Az első, „késmárki” korszakra (1873-1883) estek a látványos útépítések, joggal nevezhetjük ezt a korszakot az útépítések időszakának. Ezek az útépítések az első időkben a már azelőtt is létezett, kezdetleges ösvények, csapások helyreállításából és későbbi karbantartásából álltak, hisz a nagyobb esőzések után, valamint minden tavasszal ezen utakat újra kellett javítani. A későbbiekben kiépítették az első jelzett turistaösvényeket a déli oldal völgyeibe, így 1875-ben a Tar-pataki-völgybe, 1876-ban a Felkai-völgybe, 1877-ben a Menguszfalvi-völgybe, 1878-ban pedig a Zöld-tavi-völgybe. Az első magashegyi út a Felkai-völgyben vezetett egészen a Lengyel-nyeregig, ezt 1892-ben építette az MKE Sziléziai Osztálya. Ez az osztály működése teréül a Felkai-völgyet választotta, ahol is nagy érdemeket szerzett a völgy túravidékének megismertetésében, feltárásában.
Jelzett utakat építettek a hegymászótudást nem igénylő csúcsokra (pl. Tengerszem-csúcs, Nagyszalóki-csúcs), valamint a Bélai-Tátra egyes részeibe, a nehezen megközelíthető csúcsok megmászásának elősegítésére pedig vasláncokat alkalmaztak, többek között a Lomnici-csúcs, a Tengerszem-csúcs, a Tátra-csúcs és a Gerlachfalvi-csúcsra vezető hegymászóösvény egyes helyein.

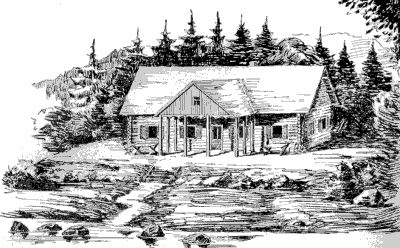
József-menedékház

Az utak kiépítésével egyidejűleg a legforgalmasabb helyeken menedékházak is épültek, ebben a tíz évben nyolc menedékházat épített föl az Egyesület. Ezek némelyike csak kezdetleges kunyhónak nevezhető, s inkább csak menedékként, mintsem szállásként szolgáltak az arra járó turistáknak, de mindenképpen a turistaság fejlődését jelképezik, és a későbbi, a kor igényeit kielégítő menedékházak építésének alapjait hordozták magukban. A menedékházak felépítése előtti időkben a turisták a hosszabb túrákat csak úgy tudták teljesíteni, hogy az éjszakát a völgyekben a szabad ég alatt, vagy kedvezőtlen időjárás esetén a természet nyújtotta búvóhelyeken töltötték.
Ezek általában a hegymászó- és turistautak mentén található hatalmas áthajló sziklatömbök voltak, amelyek alá bebújva a turisták legalább fedelet éreztek a fejük felett. Előfordult, hogy kőből épített kis falakkal vették körül a sziklatömb nyújtotta menedéket, ezzel zártabbá és biztonságosabbá téve azt. Az ilyen nagy köveket hívták Tüzelőkőnek, s ilyenekkel majd minden tátrai völgyben találkozni lehetett, s több még ma is áll. 1875-ben felépült a Rózsa menedékház a Tarpataki-völgyben és a József menedékház a Csorba-tónál, 1876-ban az Egyed menedékház a Weidau-réten, 1878-ban a Hunfalvy menedékház a Felkai-tónál, majd 1879-ben a Majláth menedékház a Poprádi-tónál. A Szalóki-tavak mellett az MKE 1878-ban a csúcsot megmászók kényelmére egy kicsiny kőkunyhót építtetett, amely nem sokáig bírt ellenállni az időjárás viharainak, s 4 év múlva, 1882-ben elsodorta a lavina.

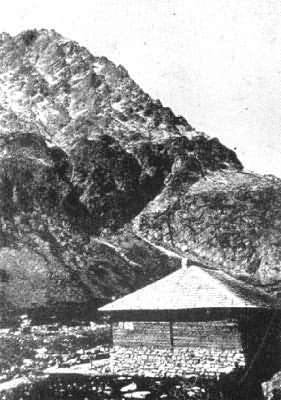
Hunfalvy-menedékház

Több védőkunyhó, eső ellen védelmet nyújtó fakunyhó is állt a tátrai völgyekben, amelyeket a századfordulón kiadott turistakalauzok is megemlítenek. Csak az érdekesség kedvéért említenék itt néhányat: ilyen volt a Zöld-tó völgyében, a Zsázsa-forrás közelében, 1213 m magasságban álló faházikó, vagy a Késmárki kosár nevű fakunyhó a Zöld-tavi-patak mellett. Ez a kunyhó a többi „kosárhoz” hasonlóan nem más, mint egy hegyi pásztorszállás, amelyet a pásztorok építettek nyájuk védelmére. „Drechsler kunyhó” volt a neve a Barlangliget közelében, a Fekete-víz-völgyében állt kis faházikónak, míg a Nefcer-völgy elején az út bal oldalán, valamint a Hlinszka-völgybe vezető út jobb oldalán, a Szmrecsini-patak mellett is állt egy-egy vadászházikó.
Szintén erre az időszakra tehető a hegység derekán az addigi egyetlen település, Tátrafüred mellé a többi nyaralótelep megalapítása (pl. Csorbai-tó, Újtátrafüred, Alsótátrafüred, Matlárháza, Barlangliget stb.).

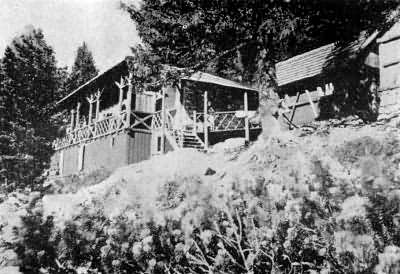
Majláth-menedékház

Az MKE (csakúgy, mint az É-i oldalon a PTTK) megalakulása után több más teendője mellett a vezetők nyilvántartását és képzését is főbb feladatai közé sorolta. 1874-ben számba vették a D-i oldal addig önállóan működő vezetőit, akik elsősorban Alsó- és Felsőerdőfalváról, valamint Stóláról kerültek ki. Egységes díjszabást, vezetői könyveket vezettek be számukra, kidolgozták a vezetés hatóságilag jóváhagyott szabályzatát, majd 1882-től tanfolyami keretek között készítették fel őket. A századfordulón megjelent majd minden turistakalauzban megtaláljuk a vezetők díjszabását, amelynek mértéke az elérendő cél nehézségi fokán kívül az útvonal hosszától is függött. A fennmaradt leírások szerint már az akkori vezetők is kötelet használtak a veszélyesebb szakaszokon, emellett még mászóvasakat, valamint egy kb. 2 m hosszúságú botot is magukkal vittek. Ennek egyik vége ásóformára kiképezve a növények gyűjtését segítette, másik, kampós vége pedig a sziklafalakon való kapaszkodásra szolgált. Az MKE szervezett keretek közé helyezte a vezetők képzését, és képességükhöz mérten három osztályba sorolta őket. Számukra a jelesebb hegymászók téli és nyári gyakorló-kirándulásokat tartottak. Kioktatták őket az alapvető elsősegélynyújtási ismeretekre is, később a síelés meghonosodásával sítanfolyamokat szerveztek számukra.

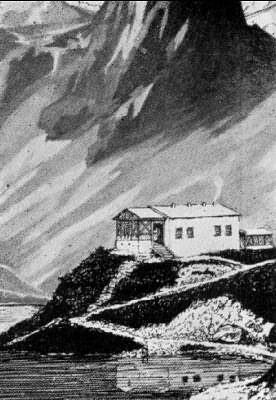
Egyed-menedékház

A Tátra tudományos feltárása során az MKE megbízásából 1875-ben kezdte el Dezső Dénes professzor a Tátrai tavak mélységének hivatalos felmérését. Elsőként a Csorbai-, a Poprádi- és a Felkai-tó mélységét állapította meg, mely mérések tapasztalatai az Egyesület 1876. évi évkönyvében kerültek publikálásra. Ugyancsak a tudományos munka keretében kezdte meg a tátrai barlangok kutatását dr. Roth Sámuel (1851-1889), a késmárki gimnázium professzora, az MKE egyik legtevékenyebb tagja, 1884-től haláláig ügyvivő alelnöke, aki az Egyesület 1882. évi évkönyvében megjelent írásában a Bélai-Tátra és a Jávor-völgy barlangjait mutatta be.
Magyarországi Kárpát Egyesület az első tizenegy esztendőben kilenc menedékházat épített:
- Rózsa-menedékház a Tarpataki-völgyben, 1875
- József-menedékház a Csorba-tónál, 1875
- Egyed-menedékház a Nagy-mezőn (Weidau-réten), 1876
- Hunfalvy-menedékház a Felkai-tónál, 1878
- menedékkunyhó a Nagyszalóki-Három-tónál, 1878
- menedékkunyhó a Menguszfalvi-völgyben, 1880
- első Majláth-menedékház a Poprádi-tónál, 1879
- második Majláth-menedékház a Poprádi-tónál, 1881
- második Egyed-menedékház a Késmárki-Zöld-tónál, 1884

### A „lőcsei” korszak (1884–1891)
Az Egyesület életének második, „lőcsei” korszakában (1884-1891) az MKE egyik legjelentősebb vállalkozásaként 1885 és 1889 között kocsiút formájában kiépült a fürdőtelepeket összekötő Tátra körút, valamint erre a korszakra esett az MKE másik nagy alkotásának, a poprádi Kárpát Múzeumnak a megnyitása is.
A Tátra körút megépítése már 1877-től napirenden volt, de megvalósítására csak egy évtized múltán kerülhetett sor. A század nyolcvanas éveiben, az első fürdőtelepek fokozatos létrejöttével párhuzamosan az akkor még egymással összeköttetésben nem lévő települések (Csorba-tó – Tátrafüred – Barlangliget) között, az áthatolhatatlannak tűnő fenyves erdőkön keresztül vezető út építését határozta el az Egyesület. Vezetői felismerték, hogy a turistaforgalom fejlődésének elősegítéséhez e településeket összekötő, jól karbantartott út megépítése nélkülözhetetlen. A tátrai erdők derekán vezető Tátra körút megépítése nyomán jöttek létre a már akkor is létező fürdőtelepek mellé Matlárháza, Tátraszéplak, Felsőhági és Tátralomnic nyaralótelepek, és ezzel az idegenforgalmat a Tátra aljáról, Poprádról és Késmárkról a hegység felsőbb régióiba, a tátrai völgyek közvetlen közelébe hozták fel.
Korábban mindössze egy elhagyatott, régi ösvény húzódott végig a hegyek alján, KNy irányban, Zdiartól Barlangligeten, Matlárházán és Felsőhágin át a Csorbai-fennsíkra, Vichodna (Vychodna) faluig. Ezt az ösvényt, amelynek első írásos nyomai 1590-ből maradtak fenn, Tolvaj-ösvénynek (Diebsteig) nevezték a helybeliek.
A Tátra körút első része, a Tolvaj-ösvény egyes szakaszainak felhasználásával 2 méter széles lovaglóútként 1885-ben készült el, s Barlangligettől Tátrafüredig vezetett. Még ugyanabban az évben elkészült a Tátrafüredet Tátraszéplakkal összekötő, szintén 2 m szélességű lovaglóút, majd ennek folytatásaként 1888-ban a Csorbai-tóig vezető, 4 m szélességő kocsiút kiépültével átadták a forgalomnak a Tátrafüred – Csorbai-tó közötti 19 km-es útszakaszt, amelyet Klotild főhercegnőről Klotild-útnak neveztek el. Érdekességként említhető, hogy a Tátrafüred-Tátraszéplak közötti rész használatáért, az út kiszélesítésének költségeire, vámot szedtek. 1891-ben Szepes vármegye törvényhatósága vette át az út továbbfejlesztésének terheit, és 1893-ban elkészült a Barlangligetről Tátrafüreden át a Csorbai-tóig vezető, kényelmes kocsiút. Az útnak Tátrafüred és Barlangliget közötti szakaszát Mária Terézia főhercegné és férje, Károly Lajos főherceg 1889 nyarán a Magas-Tátrában tett kirándulása emlékére Mária Terézia útnak nevezték el.
A körút nyugati folytatásaként az MKE Liptói Osztálya 1884-ben készítette el a Podbanszkóig vezető ösvényt, amelyet 1894-ben, az alsóbb régiókban vezető, 13,5 km hosszú lovaglóút megépítésével váltottak ki. Több mint két évtizeddel később, 1915-ben készült el a Klotild-út folytatásaként a Csorbai-tó – Podbanszkó közötti kocsiút, könnyebben megközelíthetővé téve a Magas-Tátra nyugati völgyeit.
A körút keleti folytatásaként 1906-ban készült el a Barlangligetről (Tatranská Kotlina) – Záron (Ždiar) és Javorinán (Tatranská Javorina) át Lysza Polánáig (Lysá Poľana) vezető szakasz, majd a Bialkán 1908-ban átadott híd forgalomba helyezésével létrejött a kapcsolat a D-i oldal fürdői és az É-i oldal központja között. Az É-i részen már 1892-1897 között elkészült a Zakopanéból a határig vezető, 17 km hosszú út, így a híd átadása után kényelmesen el lehetett jutni a Csorba-tótól egészen Zakopanéig.
Már a múlt század végén tervbe vették a körút bezárását, amely kezdetben a Liptói-Tátrát is körülölelő út megépítésével vált volna teljessé. Mivel azonban a liptói térség hatóságai ezen út megépítésére nem tanúsítottak hajlandóságot, a századfordulón a kör bezárását a Csorbai-tó – Podbanszkó – Csendes-völgy – Tomanova-hágó közötti kocsiút megépítésével képzelték el, és ezzel a Kościeliska-völgyön (Kościeliska Dolina) keresztül Zakopanéba vezető úthoz csatlakoztak volna. Egy másik, kissé merész terv szerint kocsiutat szándékoztak kiépíteni végig a Koprova-völgyön, egészen a Gladki-hágóig, ahol aztán a hegy alatt fúrt alagút vezetett volna át a Lengyel-Öt-tó-völgyébe és a Halas-tóhoz. Bár az előbbi út részletes tervei 1908-ban elkészültek, előbb anyagiak hiányában, később az egyre tudatosabban dolgozó természetvédők tiltakozása miatt ezek csak tervek maradtak, megfosztva ezzel az utókort egy, a Magas-Tátra gyomrában vezető alagútban való közlekedés élményétől.
Kicsit előreszaladva az időben, azt hiszem, leginkább a fenti részekhez kapcsolható a körút további fejlődésének leírása. 1913-1915-ben végezték el a magyar oldalon a teljes útszakasz 8 m-re történő szélesítését, és ettől az időponttól kezdve autóval is lehetett rajta közlekedni. 1919-ben kapta a „Tátra körút” elnevezést, amelyet 1937-ben, a szlovákosítási folyamat részeként Szabadság-útra változtattak. 1926 és 1936 között a veszélyes kanyarok átvágásával, helyenként az út új nyomvonalon történő átépítésével a teljes útszakaszt a kor igényeinek megfelelő aszfaltburkolatú úttá alakították át. 1966-ban adták át a forgalomnak a Csorbai-tótól Podbanszkón keresztül Liptóújvárig vezető autóutat, amely a hegység nyugati oldalról való megközelítését jelentősen megkönnyítette. Az 1970-es sí-világbajnokság előtt ismét egy nagyobb felújítást hajtottak végre a körúton, s többé-kevésbé ekkor alakult ki mai formája.

### Az „iglói” korszak (1891–1920)
A Budapesti Osztály kiválásával, majd önálló egyesületté alakulásával, illetve Róth Samu korai halálával vette kezdetét az Egyesület harmadik, „iglói” korszaka (1891–1920). Ebben az időszakban alapították Tátralomnicot, ezekben az években a már meglévő üdülőhelyek fokozatos fejlődésének lehetünk tanúi. A hegymászás rohamos terjedése magával hozta a magasabb régiókban építendő menedékházak igényét is. Ezen igényeket is szem előtt tartva építette fel az Egyesület Sziléziai Osztálya 1895-ben a Sziléziai menedékházat a Felkai-tó partján, valamint a Magyar Turista Egyesület (MTE) 1899-ben a Téry menedékházat az Öt-tó mellett, amely az akkori Magyarország legmagasabb lakott helye volt.
Az MKE tevékenysége során lehetősége szerint támogatta a kulturális munkát is. Az egyesület támogatásával adták ki például Kolbenheyer Károlynak a Magas-Tátráról írt kalauzát, valamint az MKE kiadásában jelent meg 1887-ben a Magas-Tátra első turistatérképe. 1874 és 1917 között magyarul és németül is megjelentek az Egyesület évkönyvei.
Az Egyesület vezetése a századforduló után úgy határozott, hogy a régi Tátra-kutatók emlékére a hegység látogatottabb pontjain emléktáblákat állítanak fel.
E döntés eredményeképpen 1902-ben fekete márványból készült (sajnos ma már nem látható) emléktáblák lettek felállítva az alábbi helyekre:
- Idősebb Buchholtz György és két fia emléktáblája a Tarpatak Szálló mellett,
- Genersich Keresztély és Mauksch Tamás emléktáblája Barlangligeten,
- Fuchs Frigyes emléktáblája Ótátrafüreden,
- Frölich Dávid emléktáblája a Zöld-tó melletti Frigyes menházban,
- Dr. Carl Albert Schrener emléktáblája a Sziléziai-házban,
- Göran Wahlenberg emléktáblája a Téry menedékházban.

Külön említést érdemel az MKE osztályai közül az 1887-ben alakult Sziléziai Osztály, hisz a Breslauban (magyarul Boroszló, ma Wrocław) székelő osztály tagjai jórészt külföldiek, porosz-sziléziai németek voltak. Ezeknek a természetszerető embereknek a Magas-Tátra volt a legközelebbi magashegység, és mind építő (Sziléziai-ház, a Felkai-völgy és környékének útjai), mind hegymászó, mind pedig irodalmi munkáikkal fontos szerepet játszottak a Magas-Tátra népszerűsítésében. A támogatásukkal kiadott német nyelvű kalauzok között volt Carl Albert Scherner Tatra-Führer c., 1875-1876-ban Breslauban megjelent műve, valamint August Otto 1891 és 1925 között 10 kiadást megért Die Hohe Tatra c. kalauza.
A Felkai-völgyben, a Hosszú-tó mellett, a Lengyel-nyeregre vezető turistaút jobb oldalán, egy sziklára felerősítve a mai napig egy nagy méretű emléktábla őrzi a Magas-Tátra első igazi magashegyi turistaútját megépítők emlékét, az alábbi felirattal:

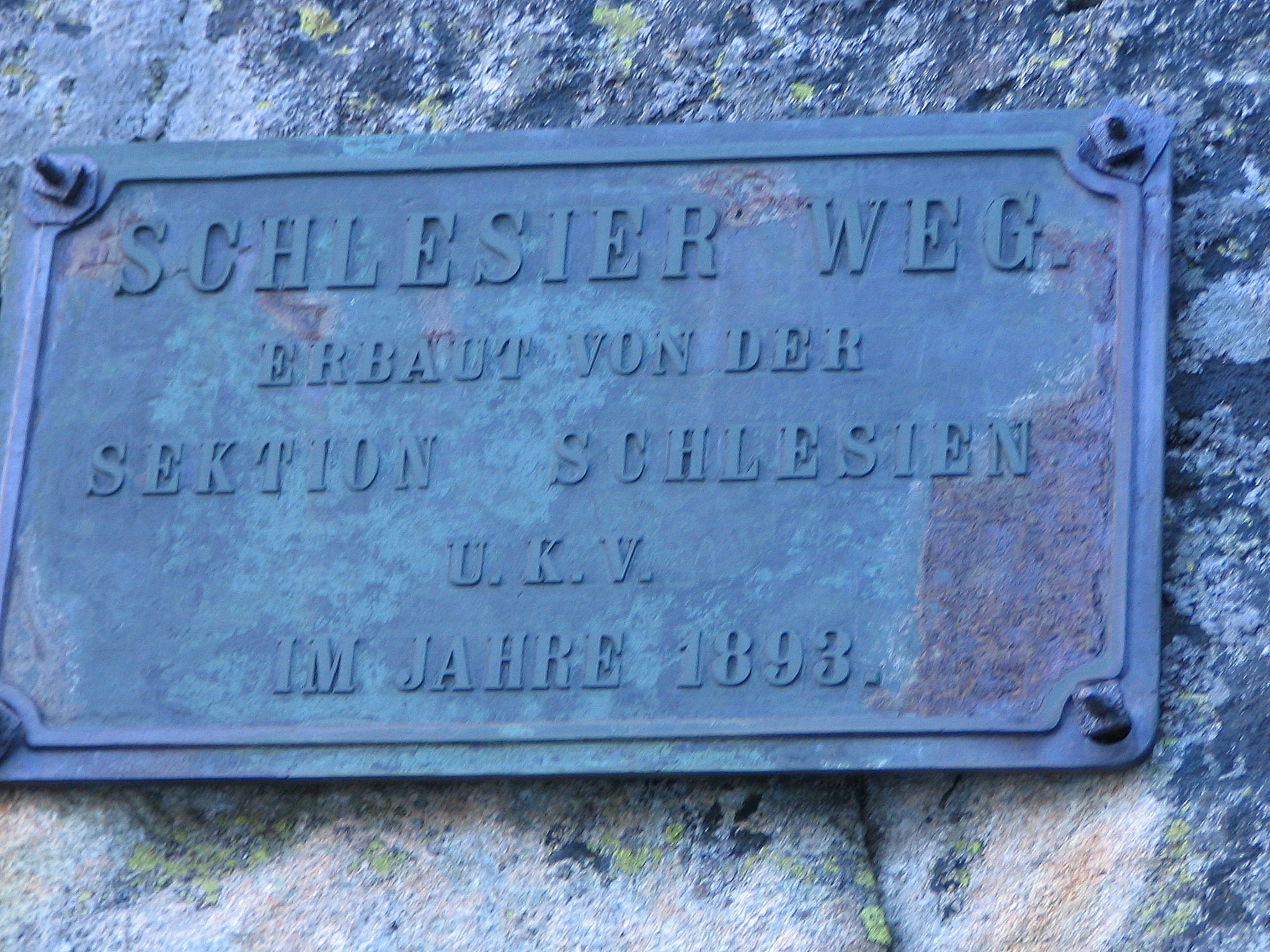

SCHLESIER WEG.
ERBÄUT VON DER
SEKTION SCHLESIEN
U. K. V.
IM JAHRE 1893.

### A két világháború között
A trianoni békeszerződés után az MKE minden vagyona, minden alkotása is Csehszlovákiába került.
Közben új szervezetek jöttek létre. 1918-ban megalakult a kizárólag magashegymászókból (alpinistákból) álló Magyar Hegymászók Egyesülete, 1920-ban a Természet Imádók Társasága, 1921-ben a MÁVAG Sportkör turista osztálya, 1922-ben a Budapesti SE alakított turista osztályt. 1925-ben a Magyar Munkások Turista Egyesülete, 1927-ben a Budapesti Orvosok Turista Egyesülete jelentett újabb gyarapodást. Az 1930-as évek elején alig remélt nagy lendülettel indult meg az alkotó munkásság. Egymás után épültek a jelentős menedékházak, így a Bánkúti, Telekesi, Újhutai, Dömörkapui, Nagyvillámhegyi, Kőhegyi, Hatvan Ferenc, Szárhegyi, Várgesztesi, Nógrádi menedékház.
Az egyesületek újabb és újabb osztályok révén igyekeztek minél több embert bevonni a turistaságba s így különösen az MTE-nek alakult sok új vidéki osztálya, de lassan-lassan magához tért a mindenétől megfosztott MKE is, és most már a fővárosban kezdte meg új szervező munkásságát.
A bécsi döntések után az elsőnek visszatérő Felvidék kiváltotta a harcot a két vezető egyesület, az MKE és MTE között. A Magyarországhoz visszakerült felvidéki turista központjában, Kassán igen erős és mozgalmas turista élet folyt. Nagy jelentőségű menedékházak (Ottília, Lajos, Erika, Szádelői) voltak a visszakerült Kassa körül és ezeknek megszerzéséért nagy verseny indult meg a két egyesület között. Kassa vezető turistái és velük együtt a város számottevő turistái is valamennyien a Felvidékre úgyszólván hazatérő MKE-hez csatlakoztak és Kassa központtal igen erős MKE osztály alakult és a környéken még több életerős osztálya és csoportja alakult az MKE-nek. Egy kis töredékkel azonban az MTE is osztályt alakított Kassán és ezen a réven igényt jelentett az Ottília menedékházra. A vita eléggé elmérgesedett, végül is döntés végett Jaross Andor felvidéki miniszter elé került az ügy. A miniszter ezután az összes Kassa környéki menedékházakat az MKE-nek ítélte.
Kárpátalja visszakerülésével 17 többé-kevésbé használható menedékház került a Magyarországhoz; ezeket a házakat a honvéd vezérkar az MTE gondozásába utalta. Észak-Erdéllyel visszatért az ország egyik legrégibb turista egyesülete, az Erdélyi Kárpát Egyesület (EKE) is és hozzákapcsolódott a magyarországi turistamozgalomhoz.

### 1945 után
1945-ben a turizmus is újraéledt. A régi országos szövetséget és a turista egyesületek legtöbbjét, így az MKE-t is, az új politikai elvek következtében feloszlatták. 1949-ben az állami vállalatok létrehozásakor a turistaházakat elvették az egyesületektől és a Turistaházakat Kezelő Nemzeti Vállalatban vonták össze. Először Magyar Vándorsport Szövetség, majd Magyar Természetbarát Szövetség (MTSZ) néven működött az országos szervezet.

### Napjainkban
Az MKE 1992-ben alakult újjá. Jelenleg a világon az ötödik legrégebbi sportegyesületként van nyilvántartva, ugyanis időközben több német nyelvű turistaegyesület egybeolvadt. A turizmus fejlesztése és kirándulások szervezése mellett az egyesület folyamatosan foglalkozik kulturális tevékenységek megvalósításával. Kiadványok összeállítása, tárlatok megszervezése és gyűjtemények bemutatása illetve emlékünnepségek tartása továbbra is a célkitűzések közé tartozik. Ugyanakkor együttműködik a Magyarország határain túl működő magyar nyelvű turista szervezetekkel. Az Egyesület alapításának 150 éves évfordulója alkalmából 2023. augusztus 8-13 között ünnepi hetet szerveztek a Magas-Tátrában, a megalakulás helyszínén.

## Lásd még
- Erdélyi Kárpát-egyesület
- Természetjárás Magyarországon